# Нородом Бопхадеви
Нородом Бопхадеви (кхмер. នរោត្ដម បុប្ផាទេវី, [n̪ɔroːt̪ˈɗɑm ɓupˈpʰaː~ɓopʰaː t̪eːʋiː]; 8 января 1943 — 18 ноября 2019) — камбоджийская государственная деятельница, принцесса Камбоджи, дочь Нородома Сианука и старшая сестра принца Нородома Ранарита. В 1998—2004 годах занимала должность министра культуры и изобразительных искусств Камбоджи. С 2012 по 2017 сенатор Камбоджи.